# ガスパール・デ・グスマン

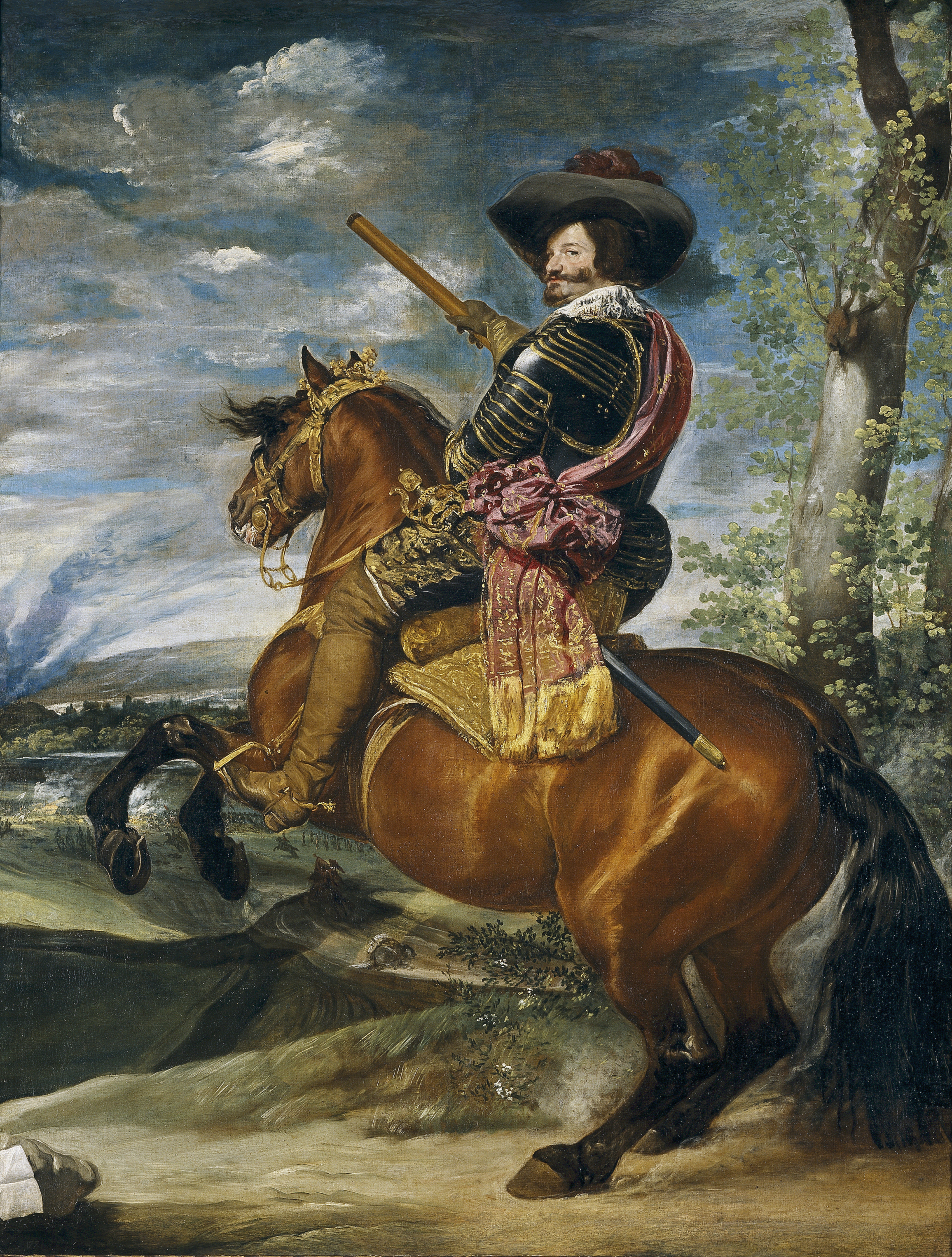
オリバーレス公伯爵ガスパール像、ディエゴ・ベラスケス画、プラド美術館蔵

ガスパール・デ・グスマン・イ・ピメンテル（Gaspar de Guzmán y Pimentel, Conde-Duque de Olivares, 1587年1月6日 – 1645年7月22日）は、スペイン王国の首席大臣として、フェリペ4世の治世下で寵臣政治を行った政治家。
一般に「オリバーレス公伯爵」あるいは「オリバーレス伯公爵」（Conde-Duque de Olivares）と呼ばれている。これは、ガスパールがフェリペ4世からサンルーカル・ラ・マヨール公爵位を与えられたにもかかわらず、強い拘りのあったオリバーレス伯爵を名乗り続けたことによる。

## 生涯
第2代オリバーレス伯爵エンリケ・デ・グスマン・イ・リベラの息子として、ローマのスペイン大使館で生まれた。3男であったため若い頃は聖職者の道を目指し、18歳の時にはサラマンカ大学の学長も務めたことがある。しかし兄弟が相次いで早世したため、オリバーレス伯爵位を継承することになり、政治家に転身する。
1615年、後にフェリペ4世となるアストゥリアス公フェリペの侍従の一人に採用され、政治家として頭角を現す。1621年、フェリペ4世が即位すると叔父であるモンテレイ伯爵バルタサル・デ・スニガが首席大臣に任命され、オリバーレスはその右腕として実権を握る。この年、オリバーレスはフェリペ4世から伯爵位に「グランデ」の特権を付与されている。グランデはスペインにおいて爵位の上下よりも重視されるほどの名誉とされており、後年 彼がオリバーレス伯爵を名乗り続けたのは、それが理由となっている。
1622年に高齢であったモンテレイ伯爵が早々に引退すると、オリバーレスは速やかに首席大臣の地位を継承し、国王の代理たる「寵臣」（valido）の称号をも獲得する。1624年、オリバーレスはフェリペ4世に政治的行動計画である「大建白書」（グラン・メモリアル）を提出している。
こうしてオリバーレスは当時のスペイン王国の懸案であった三十年戦争への対応、八十年戦争への対応、財政再建、旧態依然とした封建制によって結びついていた大スペイン王国（カスティーリャ、アラゴン、カタルーニャ、ポルトガル、ミラノ、ナポリ、シチリア、ネーデルラント、ヌエバ・エスパーニャなど）の近代的国民国家としての統合、という数々の難題に取り組むことになる。オリバーレスの改革の主眼は大スペイン王国の再編である「軍隊統合計画」で、地域的な特権や関税を撤廃して帝国の集団安全保障と国家として統合を強化する内容であった。
また、オリバーレスは当時のスペイン王国の社会発展を阻害していた純血令、騎士団令などの血の純潔を重んじる風潮の改革や、財政面でのジェノヴァの銀行家への過度の依存の解消にも取り組んだ。これらの政策はすなわちユダヤ人蔑視の緩和を意味するが、結果的にはいずれも頓挫した。なお、オリバーレスがこれらの政策に取り組んだ背景として、彼自身が先祖にコンベルソ（改宗ユダヤ人）を持っていたという事情もあると言われる。
オリバーレスは清廉潔白な政治姿勢と驚異的な事務能力、鋭利な政治構想力によってほぼ独力でこれらの課題に取り組むが、特権を守ろうとする貴族階級の抵抗に遭い、「軍隊統合計画」は地域勢力の反発を呼び、1640年にカタルーニャでの大規模な反乱を引き起こし（収穫人戦争）、同じ年に同君連合を組んでいたポルトガルではポルトガル独立戦争が勃発した。
対外戦争ではフランドル戦線やフランス・スペイン戦争（西仏戦争）、マントヴァ継承戦争での劣勢など時代の趨勢に抗することは出来ず、1643年に寵臣の座から更迭され、翌年にレオンの修道院で消耗死同然に息を引き取った。

## 評価
当時のスペインは「黄金世紀」と呼ばれる全盛期の末期であったが、ハプスブルク朝スペイン王国の衰退の決定的な引き金となった数々の事件が発生した時期に政権を担っていたため、現在のスペインにおいての評価は極めて低い。しかし当時のスペインにおいては極めて稀な清潔さと政治能力を兼ね備えていた傑物であることは確かであり、研究者による再評価が始まっている。

## 芸術作品におけるオリバーレス
ディエゴ・ベラスケスによる有名な肖像画が残されている他、同時代のスペインを代表する作家フランシスコ・デ・ケベードの散文にも採り上げられている。また近年ではアルトゥーロ・ペレス＝レベルテの小説『アラトリステ』にも主要な人物として登場している。